# Demenz Forschung Schweiz – Stiftung Synapsis
Demenz Forschung Schweiz – Stiftung Synapsis ist eine gemeinnützige, steuerbefreite Stiftung schweizerischen Rechts. Sie wurde 2003 gegründet, um die Erforschung von neurodegenerativen Krankheiten zu fördern.

## Zweck
Die Stiftung bezweckt die Unterstützung der Erforschung der Demenz-Erkrankungen, insbesondere Alzheimer und anderer neurodegenerativer Krankheiten. Die Stiftung sensibilisiert die schweizerische Bevölkerung betreffend der gesellschaftlichen Tragweite der Demenz-Erkrankungen (insbesondere Alzheimer) und anderer neurodegenerativer Krankheiten und informiert die Allgemeinheit über den Stand der Forschung. Die Stiftung verfolgt weder Erwerbs- noch Selbsthilfezwecke.
Die Stiftung Synapsis sieht die Notwendigkeit, zusätzliche Mittel in die Erforschung von Demenz-Erkrankungen zu investieren mit dem Ziel, dass Alzheimer als häufigste Demenzform, aber auch Frontotemporale Demenz, Lewy-Body-Demenz, Vaskuläre Demenz, Amyotrophen Lateralsklerose (ALS), Parkinson und Prionen in naher Zukunft behandelbar werden. Zudem fördert die Stiftung den Forschungs- und Wirtschaftsstandort Schweiz, indem sie den Aufbau junger Forschungsgruppen unterstützt.

## Geschichte
Die Gründung der Stiftung basierte auf der Erkenntnis, dass die Erforschung der Demenz-Erkrankungen, insbesondere Alzheimer, angesichts der demographischen Entwicklung an Wichtigkeit gewinnt. Die Gründer waren die Stammbach Stiftung aus Basel, vertreten durch Herrn Maurice Moser, sowie die Fondazione per lo studio delle malattie neurodegenerative aus Lugano, vertreten durch Herrn Sergio Monti.
Im Jahre 2022 hat die Stiftung den Namen von Stiftung Synapsis – Alzheimer Forschung Schweiz auf Demenz Forschung Schweiz – Stiftung Synapsis gewechselt.

## Finanzierung
Die Stiftung ist gemäss schweizerischen Rechts steuerbefreit und untersteht der Aufsicht des Eidgenössischen Departements des Innern. Die Stiftung Synapsis finanziert sich durch Spenden, Schenkungen und Vermächtnissen von Privatpersonen sowie durch Beiträge von Firmen und Förderstiftungen.

## Forschungsförderung
Jedes Jahr findet schweizweit eine öffentliche Ausschreibung für neue Forschungsprojekte statt. Aus den eingereichten Projekten wählt die Stiftung unter Beizug von internationalen Experten jährlich ca. 10 Projekte aus. Diese Projekte unterstützt die Stiftung während 2 bis 4 Jahren mit einem jährlichen Betrag von bis zu CHF 100’000. Durch eine periodische Berichterstattung und Projektüberwachung stellt die Stiftung sicher, dass die Gelder zielgerichtet eingesetzt werden. Der Wissenschaftliche Beirat der Stiftung Synapsis ist massgeblich bei der Auswahl der besten Forschungsprojekte beteiligt und überprüft regelmässig deren Fortschritt.
Erstgesuche können nur von Wissenschaftlern eingereicht werden, die an einer Universität oder einer anderen öffentlichen Forschungsinstitution in der Schweiz tätig sind.
In den letzten 20 Jahren wurden über 137 Forschungsprojekte in der Schweiz unterstützt und über CHF 31.6 Millionen für die Forschung bereitgestellt (Stand 2025).

## Organisation
Der ehrenamtlich tätige Stiftungsrat ist für die strategische Ausrichtung der Stiftung verantwortlich, überwacht die Stiftungsaktivitäten und bewilligt auf Empfehlung des Wissenschaftlichen Beirats die Förderung von Forschungsprojekten. Dem Stiftungsrat steht der Wissenschaftliche Beirat zur Seite. Er berät den Stiftungsrat in wissenschaftlichen Belangen und übernimmt eine zentrale Rolle bei der Auswahl und Überwachung der geförderten Projekte.